# 卡茲貝吉市鎮

42°39′27″N 44°38′43″E / 42.65750°N 44.64528°E
卡茲貝吉市鎮，是格魯吉亞東北部姆茨赫塔-姆蒂亚内蒂大区的市镇，行政中心为斯特潘茨明達。市镇面積为1,082平方公里，2014年人口数量为3,795人，人口密度每平方公里4人。
根據歐亞邊界的傳統定義，即大高加索山脈分水嶺之後，卡茲贝吉市镇在地理上屬於格魯吉亞的歐洲部分。